# Bridesmaids revisited
Bridesmaids revisited es el 125.º episodio de la serie estadounidense de televisión Gilmore Girls.

## Resumen del episodio
Lorelai y Christopher asisten a un debate de editores de periódicos universitarios, donde Rory es una de ellos y su participación es destacable. Christopher le comenta a Lorelai que es muy difícil conseguirle una niñera a GG, entonces ella se ofrece para cuidar a la niña. Sin embargo, GG se porta muy mal (como una malcriada que no entiende un no) mientras se encuentra bajo el cuidado de Lorelai, y ésta se lo hace notar a Christopher, pero él se molesta mucho primero, aunque después admite que ha sido muy difícil criar a su hija sin Sherry. 
Logan y Rory van al matrimonio de Honor; mientras Rory está con la hermana de Logan y las damas de honor, oye que varias de ellas tuvieron algo con Logan en el Día de Acción de Gracias y Navidad (mientras estaban separados). Rory confronta a Logan y él le dice que creyó que habían terminado, por eso estuvo con esas chicas, aunque Rory le dice que fue sólo una separación, y ahora sí termina con él. 
Zach va donde Gil y Brian para reunir nuevamente a la banda, y ellos aceptan. Y cuando él se aparece en Luke's ante Lane, le propone matrimonio y ella, muy feliz, le dice que sí. 
Finalmente, Rory se amista con su amiga Paris, quien también había terminado con su novio Doyle, y vuelve al apartamento.

### Error
- Al comienzo del capítulo Lorelai aparece sentada cerca de Kirk, pero luego se la ve al lado mismo, y de nuevo separada de él.

- Datos: Q5733861